# Marc Ferrari
Marc Ferrari, all'anagrafe Marc Schumann (Boston, 27 gennaio 1962), è un chitarrista heavy metal statunitense.
È stato uno dei membri fondatori dei Keel e successivamente ha fondato i Cold Sweat e i Medicine Wheel. Attualmente è impegnato nella riunione dei Keel.

## Biografia
Prima di entrare nei Keel, Ferrari militava in una reinterpretazione band di Boston, città dove viveva all'epoca. Si trasferì a Boston all'inizio del 1981 per unirsi a una band chiamata Steel Assassin, band orientata sulle sonorità della nascente NWOBHM. Nel contempo Ferrari intraprese per un breve periodo la carriera di giornalista musicale per la rivista Kerrang!.
La sua prima band ebbe breve vita breve e si sciolse dopo aver inciso qualche demo. Successivamente Marc entrò in una tribute band degli Aerosmith chiamata Last Child che venne aiutata nella produzione da uno dei primi chitarristi degli stessi Aerosmith, ovvero Ray Tabano. Nell'estate del 1983 due membri della sua band si recarono a Los Angeles in vacanza, ed al loro ritorno raccontarono di come L.A. si presentasse, bella, ricca piena di ragazze di sole, e con una prolifica scena musicale. Questo convinse Marc a spostarsi a Los Angeles, preceduto dagli altri membri della sua band.
Pochi mesi dopo la sua permanenza a L.A. Marc conobbe Mike Varney, titolare della Shrapnel Records. La band di Ferrari cominciò a lamentarsi del problemi finanziari e tutti i membri vollero tornare a Boston. Ferrari decise però di rimanere, e fu proprio Varney a presentargli Ron Keel, che aveva da poco sciolto gli Steeler. Ferrari prenderà quindi parte al nuovo progetto di Ron Keel, chiamato Keel.
Il gruppo esordì con il disco Lay Down the Law nello stesso 1984. Il gruppo venne presto notato da Gene Simmons dei Kiss, che produrra il loro prossimo lavoro The Right to Rock, dove i Keel cominciarono ad introdurre, proprio su spinta di Simmons, alcune ballad e hit di successo, tra cui alcune scritte dallo stesso Simmons.
Il successo cominciò ad arrivare, e con il membro dei Kiss ancora nelle vesti do produttore, i Keel danno alla luce The Final Frontier, dove venne adottata la stessa formula del precedente. Questo si spostò gradualmente su strade più commerciali, introducendo brani più assimilabili e varie power ballad. Esso infatti includeva il noto brano "Because The Night", una reinterpretazione di Bruce Springsteen e Patti Smith. Il disco inoltre vedeva ospiti d'eccezione come Joan Jett, Gregg Giuffria (leader dei Giuffria, House of Lords), Jaime St. James (allora cantante dei Black 'N Blue), Mitch Perry (ex Steeler, M.S.G. e Heaven) e Michael Des Barres (Silverhead).
L'omonimo Keel (1987), è forse l'album che riesce a riscuotere maggior successo indirizzandosi ancor più su sonrità morbide, ma generalmente il gruppo non ottiene un'enorme popolarità. Interruppero la collaborazione con Gene Simmons, ed il nuovo produttore sarà il noto Michael Wagener, con cui la band mirerà ad alleggerire le sonorità, seguendo il filone di heavy metal più melodico con atmosfere AOR. Anche in ques'album partecipa Jaime St. James in qualità di corista. Il disco conterrà un brano scritto in collaborazione con il bassista dei Dio Jimmy Bain intitolato "Calm Before the Storm". Ma dopo il tour dell'album, Ferrari seguito da Jay, abbandonerà la band nel 1988.
Ferrari venne sostituito da Tony Palamucci ed i Keel pubblicarono l'album Larger than Live nel 1989. Questo era composto in parte da nuovo materiale e in parte da esecuzioni live registrate al The Roxy Club di Los Angeles nel 1987, nel quale era presente anche Ferrari.
La traccia irrealizzata del disco "Proud to Be Loud" scritta da Marc Ferrari, venne inserita nell'album dei Pantera Power Metal, che Ferrari co-produsse nel 1988. Ferrari infatti produsse le prime demo dei Pantera e partecipò inoltre come ospite al loro disco Power Metal, suonando proprio nella traccia da lui scritta. Egli inoltre contribuì al songwriting di alcuni brani dell'ex batterista dei Kiss Peter Criss. Nel 1989 partecipò alla composizione del brano "Five Card Stud", che sarà inserito nell'album di debutto solista dell'ex chitarrista dei Kiss Ace Frehley intitolato Trouble Walkin'.
Ferrari, dopo aver registrato delle demo con l'ex chitarrista dei Lizzy Borden Gene Allen, decise di fondare un proprio progetto, e formò la band "Ferrari". Marc apparì anche nel film Fusi di Testa (titolo originale Wayne's World), come membro della band fittizia di Tia Carrere.
La prima incarnazione della band comprendeva Ferrari, l'ex-chitarrista dei Waysted Eric Gamens, il cantante Jesse "Oni" Logan, il bassista Marc Normand, che aveva suonato anche nei riformati Angel, ed il batterista Anthony White (ex Jag Wire).
Una volta avviato il progetto "Ferrari", il gruppo trovò un accordo con la MCA Records grazie alla collaborazione della moglie di Ronnie James Wendy Dio.
A causa di problemi legali con l'omonimo marchio italiano produttore di automobili, il nome della band venne presto cambiato in Cryin' Shame ma non poterono usare neanche questo nome. Costretti a trovarne un altro che conservasse le iniziali "C.S.", che erano già state stampate sulla copertina del debut album, scelsero infine Cold Sweat. Nel 1990 pubblicarono l'album Break Out. Il debutto venne prodotto da Kevin Beamish e registrato ai Sound City studios. La opener intitolata "Four On The Floor" venne composta in collaborazione con il chitarrista dei Black 'N Blue Tommy Thayer (oggi nei Kiss). Una volta completate le registrazioni, i Cold Sweat partirono subito per alcuni show statunitensi. Tra le varie date europee figurava un'apparizione al Monsters of Rock festival a Mannheim, Germania. Dopo questa lunga serie di concerti, ed aver girato il videoclip promozionale del brano "Let's Make Love Tonight", la MCA Records scaricò la band. A seguito della dipartita di Ferrari, il gruppo cambiò nome per un breve periodo in Sweating Bullets.
Nel 1998 Ferrari si unì alla riunione dei Keel. La formazione era composta da Ron Keel, Bryan Jay, Marc Ferrari, Kenny Chaisson e Dwain Miller nell'intentodi registrare un nuovo album in studio. Si intitolerà Keel VI : Back in Action, e sarà edito nel 1998 per la D-Rock Records. Questa fu l'ultima riunione, dopodiché i membri intrapresero vari progetti.

## Discografia

### Solista
- 1995 - Guest List (come Marc Ferrari and Friends)
- 2003 - Lights, Camera, Action!

### Con i Keel

#### Album in studio
- 1984 - Lay Down the Law
- 1985 - The Right to Rock
- 1986 - The Final Frontier
- 1987 - Keel
- 1989 - Larger than Live (in parte live)
- 1998 - Keel VI : Back in Action
- 2010 - Streets of Rock 'N' Roll

#### EP
- 1986 - Tears of Fire [solo Giappone]

### Con i Medicine Wheel
- 1994 - First Things First
- 1998 - Immoral Fabric

### Altri album
- 1986 - Black 'N Blue - Nasty Nasty
- 1988 - Pantera - Power Metal
- 1990 - Cold Sweat - Break Out

### Tribute album
- 2001 - Welcome to the Aerosmithsonian: A Tribute to Aerosmith